# Orenaia macneilli
Orenaia macneilli là một loài bướm đêm trong họ Crambidae.